# Zitonosso
Zitonosso est une localité située dans le département de Koloko de la province du Kénédougou dans la région des Hauts-Bassins au Burkina Faso.

## Géographie
Zitonosso est situé à 25 km au nord de Koloko et à 3 km à l'est de la frontière malienne, près du village de Missidougou au Mali.

## Santé et éducation
Zitonosso accueille un centre de santé et de promotion sociale (CSPS) tandis que le centre médical avec antenne chirurgicale (CMA) le plus proche se trouve à Orodara et que le centre hospitalier régional (CHR) est le CHU Souro-Sanon de Bobo-Dioulasso.
Le village possède une école primaire publique.